# Sokrates Scholastikos
Sokrates Scholastikos (griech. Σωκράτης Σχολαστικός Sokrátēs Scholastikós; latinisiert Socrates Scholasticus; * um 380 in Konstantinopel; † nach 439 ebenda) war ein spätantiker Kirchengeschichtsschreiber. Sein Hauptwerk ist eine aus sieben Büchern bestehende Kirchengeschichte (Ἐκκλησιαστικὴ ἱστορία Ekklesiastikḕ historía, lateinisch Historia ecclesiastica) in altgriechischer Sprache.

## Leben und Werk
Aus dem (allerdings nicht sicher überlieferten) Beinamen Scholastikos wurde geschlossen, dass Sokrates als Anwalt tätig gewesen sein soll. Dies ist allerdings genauso wenig gesichert wie die Frage, ob er dem Klerus angehörte. Möglicherweise unternahm er Reisen nach Zypern und Paphlagonien. Die Lehrer des Sokrates waren Helladios und der Grammatiker Ammonios. Theologisch beeinflusst wurde Sokrates von den Lehren des als unorthodox geltenden Origenes. Er vermochte es, auch für häretische Ansichten Verständnis aufzubringen (etwa die des Novatian), ohne dabei jedoch selbst die orthodoxe Lehre zu verlassen. Die gute Kenntnis, die er über die Novatianer hatte, könnte ein Hinweis darauf sein, dass er selbst Anhänger der Lehre des Theologen Novatian war.
Die Historia ecclesiastica entstand als Auftragswerk auf Wunsch eines Klerikers namens Theodoros und versteht sich als Fortsetzung der Kirchengeschichte des Eusebius von Caesarea. Sie behandelt etwa den Zeitraum des 4. und frühen 5. Jahrhunderts in chronologischer Reihenfolge (davon die Jahre 305 bis 329 annalistisch). Jedes der sieben Bücher deckt die Amtszeit eines oströmischen Kaisers ab. Als Quellen für das Werk dienten die Kirchengeschichten des Eusebius und des Rufinus von Aquileia (die auf Gelasius von Caesarea beruht), die Schriften des Historikers Eutropius und die der Kirchenväter Athanasius und Gregor von Nazianz. Daneben benutzte Sokrates Urkunden und Berichte seiner Zeit (Bischofslisten, Konzilsakten, die lateinische Chronik von Konstantinopel) und griff auf mündliche Berichte und eigene Erlebnisse zurück. Die Forschung schreibt ihm einen überdurchschnittlich kritischen Umgang mit seinen Quellen und eine hohe Zuverlässigkeit zu.

## Überlieferung
Sokrates hat zu Lebzeiten die Historia ecclesiastica einmal überarbeitet. Vollständig im griechischen Original erhalten geblieben ist nur die spätere Version, in armenischer Übersetzung aus dem 6. oder 7. Jahrhundert liegt die ursprüngliche Version in Resten vor. Weitere frühe Übertragungen erfolgten ins Lateinische (durch Epiphanios Scholastikos im Auftrag Cassiodors) und ins Syrische. In der handschriftlichen Überlieferung finden sich Kapitelüberschriften, die aus spätantiker Zeit stammen, aber vermutlich nicht von Sokrates selbst herrühren.
Die Historia ecclesiastica ist eine wichtige Geschichtsquelle für das mittlere und späte 4. Jahrhundert und das frühe 5. Jahrhundert. Sie diente als Grundlage unter anderem für die kirchengeschichtlichen Arbeiten des Sozomenos, Theodorus Lector und Epiphanius von Salamis. In nachantiker Zeit wurde das Werk des Sokrates zumeist gemeinsam mit dem des Sozomenos überliefert; die Editio princeps erfolgte 1544 in Paris durch Robert Estienne. Die neuste kritische Edition publizierte Günther Christian Hansen 1995.

## Textausgaben
- Günther Christian Hansen (Hrsg.): Sokrates: Kirchengeschichte (= Die griechischen christlichen Schriftsteller der ersten Jahrhunderte. Neue Folge, Band 1). Mit Beiträgen von Manja Širinjan. Akademie Verlag, Berlin 1995, ISBN 3-05-002546-8 (kritische Edition mit ausführlicher Einleitung ohne Übersetzung).
- Andrew C. Zenos (Hrsg.): Socrates, Sozomenus: Church Histories (= Select Library of Nicene and Post-Nicene Fathers. Reihe 2, Band 2). The Christian literature Company, New York 1890, S. 1–178 (mehrere Nachdrucke, englische Übersetzung).
- Pierre Périchon, Pierre Maraval (Übers.): Socrate de Constantinople: Histoire ecclésiastique (= Sources Chrétiennes. Band 477/493/505/506). 4 Bände, Éditions du Cerf, Paris 2004–2007 (griechischer Text der Ausgabe von Günther Christian Hansen mit französischer Übersetzung).

Eine griechisch-deutsche Ausgabe wird unter der Leitung von Heinz-Günther Nesselrath erarbeitet.